# Phrurolithus duncani
Phrurolithus duncani là một loài nhện trong họ Phrurolithidae.
Loài này thuộc chi Phrurolithus. Phrurolithus duncani được Ralph Vary Chamberlin miêu tả năm 1925.